# Franz Hoppenstätt
Franz Hoppenstätt (fallecido en 1657 o 1658) fue un escultor, tallador de madera de Estonia y Alemania.

## Vida y obra
Franz Hoppenstätt probablemente vino de Bremen. Desde la década de 1640, son detectables sus trabajos en Estonia. Desde 1653, era ciudadano de la ciudad de Tallin. Allí trabajó como tallista. Su formación basada en el estilo Barroco se trasluce en sus obras, con magníficos ornamentos de acanto y con las que obtuvo gran fama.
Especialmente conocidos son las siguientes obras de Hoppenstätt: el púlpito policromado con hermosas tallas en la iglesia de Järva-Jaani (1648), los motivos decorativos en los muros de la capilla que alberga la tumba de Bogislaus von Rosen en la Iglesia de Nikolai en Tallin Iglesia y el portal de la casa Pikk tänav 71 en el casco antiguo de Tallin. Aunque ninguno de estos trabajos lleva la firma, se atribuyen a Hoppenstätts con ciertas dudas, quedando claro no obstante que las tres obras proceden a un mismo artista.
Hoppenstätt murió a finales de la década de 1650, probablemente debido a una plaga de peste.